# Paulo Bento (football)
Pour les articles homonymes, voir Paulo Bento, Bento (homonymie) et Gomes.
Paulo Jorge Gomes Bento, dit Paulo Bento, né le 20 juin 1969 à Lisbonne, est un footballeur portugais, reconverti  entraîneur.

## Biographie

### Joueur

#### En club
Bento joue pour l'Estrela da Amadora, le Vitória de Guimarães, le Benfica Lisbonne, et passe 4 saisons en Liga pour le club du Real Oviedo. Il aide le club des Asturies à se maintenir dans l'élite espagnole. 
En 2000, il s'engage pour le Sporting Portugal où il termine sa carrière en 2004. En 2002, sous la houlette de Laszlo Bölöni, il aide le club à réaliser le doublé Championnat-Coupe, avec un effectif très riche : João Vieira Pinto, Mário Jardel ou encore Ricardo Quaresma.

#### En équipe nationale
Il est sélectionné à 35 reprises avec l'équipe nationale portugaise. Son premier match date du 15 janvier 1992 contre l'Espagne (0–0).
Il joue l'Euro 2000 mais le Portugal est éliminé en demi-finale par la France grâce à la règle du "but en or". À la suite de ce but, les réactions d'Abel Xavier, Nuno Gomes et Paulo Bento leur valent des suspensions. Bento est finalement suspendu six mois pour avoir bousculé l'arbitre de la rencontre.
En 2002, il est de nouveau sélectionné pour une phase finale internationale, la Coupe du monde 2002. Le Portugal se présente à la compétition comme un des favoris. Malgré tout, avec Luís Figo, Pauleta ou Rui Costa, les Portugais sont éliminés dès le premier tour, avec une seule victoire (4-0 contre la Pologne) et deux défaites (2-3 contre les États-Unis et 0-1 contre la Corée du Sud). La défaite face à la Corée du Sud est la dernière sélection de Paulo Bento.

### Entraîneur
Paulo Bento commence sa carrière d'entraîneur avec les Juniores du Sporting, club avec lequel il a terminé sa carrière professionnelle. Les débuts sont très prometteurs car l'équipe est championne dès sa première saison.
Lors de la saison 2005-2006, José Peseiro quitte ses fonctions plus tôt que prévu après une défaite 0-1 à domicile contre l'Académica Coimbra lors de la 7e journée de la Liga Sagres. Le Sporting comptait déjà trois défaites au compteur et avait été éliminé au tour préliminaire de la Ligue des champions par Halmstad. José Peseiro est alors remplacé par Paulo Bento totalement inexpérimenté à ce poste.
Pour son premier match, Paulo Bento ne peut faire mieux qu'un 2-2 face à Gil Vicente. Après une défaite 3-2 face à Braga lors du dernier match de la phase aller, Paulo Bento et le Sporting réalisent une très bonne 2e partie de saison qui leur permet de revenir dans la course au titre. Une série de 12 matchs sans défaite (et surtout 10 victoires consécutives) leur permet de revenir juste derrière le FC Porto au moment de les recevoir lors de la 30e journée. Malheureusement pour eux, ils s'inclinent à domicile 0-1 sur un but de Jorginho à la 85e minute brisant les derniers espoirs de titre. Paulo Bento conduit aussi son équipe en demi-finale de la Coupe du Portugal où « Os Leões » sont éliminés par le FC Porto aux tirs au but après avoir pris l'avantage dans les prolongations par Liédson (égalisation du Sud-Africain Benny Mc Carthy pour Porto).
La saison suivante, Paulo Bento démarre très fort avec une pré-saison excellente avec des victoires dans des tournois préparatifs contre Benfica (3-0), La Corogne (1-0) ou le FC Séville (4-2). D'autres résultats contre Huelva (3-0) ou l'Inter Milan (0-0) laissent présager une belle saison pour les supporters du Sporting. Les deux premières journées (deux victoires) et la victoire 1-0 contre l'Inter Milan en Ligue des Champions accentuent ce sentiment. En Ligue des Champions, le Sporting termine finalement à la 4e place à cause d'un dernier match totalement manqué (défaite 1-3 à domicile face au Spartak Moscou mais aura fait bonne figure dans le jeu lors de ses matchs face à l'Inter Milan (1-0, 0-1) et au Bayern Munich (0-1, 0-0). En championnat, le Sporting termine à la 2e place à seulement un point du FC Porto (contre qui le Sporting n'a pas perdu : 1-1 et victoire 1-0 à Porto). Grâce à cette place, Paulo Bento devient le premier entraîneur à qualifier le Sporting pour deux saisons consécutives en Ligue des Champions directement sans passer par le tour préliminaire.
Le 27 mai 2007, il remporte son premier trophée en tant qu'entraîneur principal en battant Belenenses en finale de la Coupe du Portugal (1-0, but de Liedson sur un centre de Miguel Veloso). Paulo Bento met fin à une série de cinq ans sans trophée pour le club du Sporting.
La saison 2007-2008 s'avère beaucoup plus difficile. Malgré le début prometteur avec la victoire en Supercoupe contre le FC Porto (1-0), le recrutement du club s'avère vite décevant. En effet, Derlei et Pedro Silva se blessent gravement, Purovic n'est pas au niveau escompté et le gardien Stojkovic déçoit par des problèmes disciplinaires. Paulo Bento est durement critiqué par la presse et les supporters (en particulier pour la saison complètement manquée dans les matchs en déplacement) mais la bonne campagne en Ligue des Champions calme les plus opposants à l'entraîneur. En effet, le Sporting termine 3e de son groupe avec 7 points (2 victoires face au Dynamo Kiev et un match nul à domicile contre l'AS Rome). Le club est redirigé vers la Coupe UEFA. Les Lions éliminent le FC Bâle (2-0 à Lisbonne et 3-0 à Bâle) et le Bolton Wanderers (1-1 en Angleterre et 1-0 à Lisbonne), avant de s'incliner en 1/4 de finale face aux Glasgow Rangers (0-0 à Glasgow et 0-2 à Lisbonne), un des finalistes de la compétition.
La fin de saison est très solide (5 victoires dans les 5 derniers matchs) et le Sporting atteint la 2e place et assure une 3e qualification consécutive inédite pour la Ligue des Champions. Ceci permet aussi de réaliser une belle campagne en Coupe du Portugal, éliminant en demi-finale le rival Benfica dans un match épique qui se finit par 5 à 3. En finale, les Lions battent le triple champion FC Porto (2-0) pour remporter la Coupe du Portugal une deuxième fois d'affilée (le 3e trophée de Paulo Bento comme entraîneur principal en deux saisons et demie).
Alors que le Sporting version 2007-08 est tant critiquée, il est à noter qu'il bat quelques records : aucune défaite à domicile en Championnat (première depuis 1987), première fois que le club remporte deux Coupes du Portugal consécutives depuis 1974, et première fois que le Sporting atteint trois deuxièmes places consécutives en Championnat.
Lors de la saison 2008-09, il réussit à qualifier les Lions pour les 8e de finales de Ligue des champions, notamment grâce à des victoires contre le FC Bâle (2-0 puis 1-0) et le Chakhtar Donetsk (1-0 puis 1-0). L'élimination est difficile tant les matchs face au Bayern Munich sont déséquilibrés (2 défaites 0-5 et 1-7). En championnat le club termine de nouveau vice-champion derrière le FC Porto. En juin 2009, il prolonge son contrat de 2 saisons avec le club.
Il démissionne de ses fonctions le 6 novembre 2009 à cause d'une accumulation de mauvais résultats (7e et aucune victoire depuis 4 matchs). Le 20 septembre 2010, il devient officiellement le nouveau sélectionneur du Portugal succédant ainsi à Carlos Queiroz. Le 11 septembre 2014, soit près de 4 ans après son institution, il démissionne de ses fonctions à la suite d'une coupe du monde ratée et un début de qualifications pour l'Euro 2016 loupé lui aussi. Bento aura néanmoins menée les Portugais en demi-finale de l'Euro 2012.
En septembre 2015, il s'engage avec le club amateur du Clube Desportivo Monte Carlo de Macao, pour sa première expérience en dehors du Portugal.
Paulo Bento est nommé en décembre 2017 entraîneur du Chongqing Lifan Football Club, qui évolue en  Chinese Super League pour redresser le club mais il est démis de ses fonctions 6 mois plus tard, le 22 juillet 2018, après une série de mauvais résultats dont six défaites consécutives.
Le mois suivant, en août 2018, il est nommé sélectionneur de la Corée du Sud. Il participe avec cette équipe à la Coupe du monde 2022. Lors de cette compétition, la Corée du Sud commence par un match nul 0-0 face à l'Uruguay , est ensuite battue 3-2 par le Ghana avant de s'imposer 2-1 face au Portugal préalablement qualifié pour la phase à élimination directe. Cette victoire permet à la Corée du Sud d'également se qualifier aux dépens de l'Uruguay au nombre de buts marqués. La Corée du Sud est éliminée en huitième de finale 4-1 par le Brésil. Paulo Bento annonce quitter son poste à l'issue de ce match.
Le 9 juillet 2023, Bento a remplacé Rodolfo Arruabarrena à la tête de l'équipe nationale des Émirats arabes unis,. Il a remporté son premier match le 12 septembre, un amical contre le Costa Rica à Zagreb, sur le score de 4-1.
Bento et son staff ont été limogés par la Fédération des Émirats arabes unis de football le 26 mars 2025, malgré une victoire 2-1 à l'extérieur contre la Corée du Nord lors des éliminatoires de la Coupe du monde.

## Palmarès

### De joueur
- Championnat du Portugal : 
  - Champion en 2002 avec le Sporting Portugal
  - Vice-champion en 1996 avec le Benfica Lisbonne

- Coupe du Portugal :
  - Vainqueur en 1990 avec l'Estrela Amadora, en 1996 avec le Benfica Lisbonne et en 2002 avec le Sporting Portugal

- Supercoupe du Portugal : 
  - Vainqueur en 2003 avec le Sporting Portugal
  - Finaliste en 1990 avec l'Estrela da Amadora et en 1996 avec le Benfica Lisbonne

### D'entraîneur
- Championnat du Portugal : 
  - Vice-champion en 2006, 2007, 2008 et 2009 avec le Sporting Portugal

- Coupe du Portugal :
  - Vainqueur en 2007 et 2008 avec le Sporting Portugal

- Coupe de la Ligue : 
  - Finaliste en 2008 et 2009 avec le Sporting Portugal

- Supercoupe du Portugal : 
  - Vainqueur en 2007 et 2008 avec le Sporting Portugal

- Coupe d'Asie de l'Est :
  - Vainqueur en 2019 avec la Corée du Sud